# Viceadmiral
Viceadmiral je mornarički čin. U kopnenoj vojsci i ratnom zrakoplovstvu odgovara mu čin general pukovnika. Viceadmiral uobičajno je iznad čina kontraadmirala, a ispod čina admirala.